# Граница (Билећа)
Граница је насељено мјесто у општини Билећа, у Републици Српској, Босна и Херцеговина. Према попису становништва из 1991. у насељу је живјело 74 становника. На попису становништва 2013. године, према подацима Агенције за статистику Босне и Херцеговине пописано је 38 становника.

## Становништво
| Националност       | 1991. | 1981. | 1971. | 1961. |
| Срби               | 74    | 115   | 150   |       |
| Југословени        |       | 10    |       |       |
| остали и непознато |       |       |       |       |
| Укупно             | 74    | 125   | 150   | '     |

| Демографија | Демографија | Демографија |
| Година      | Становника  | Становника  |
| ----------- | ----------- | ----------- |
| 1961.       | 194         |             |
| 1971.       | 150         |             |
| 1981.       | 125         |             |
| 1991.       | 74          |             |